# 阮和平
阮和平（發音：[ŋwiən˦ˀ˥ hwaː˨˩ ʔɓïŋ˨˩]；1958年5月24日—），男，廣義省义行县行德乡人，越南政治人物。现任越共中央政治局委员、政府副总理。

## 生平
曾担任警察总局副总局长，广义省省委副书记、书记，最高人民检察院院长。2016年当选为越南最高人民法院院长，2021年当选为第十三届越共中央政治局委员。2024年8月，出任越南政府副总理。